# 壬生川町
壬生川町（にゅうがわちょう）は愛媛県の東予地方、周桑郡にあった町である。

## 地理
周桑平野（道前平野）の海岸部、新川の右岸に位置する。燧灘の南西奥に位置し、古来より港が発達し、物資の集散地であった。この港は今日の東予港の原型といえる。

### 地名の由来
もともと、「丹生川」と書いていたが、1352年に「壬生川」と改めたとの記録がある。

## 歴史

### 略史
中世まで
- 古来港が開かれていたと伝えられる。
- 中世、河野氏（河野通之）が宇摩郡・新居郡の武将が讃岐国の細川氏と気脈を通じて攻め入るのを防ぐため、大曲川の河口に鷺森城を築き、武将・桑原通興に守らせる。桑原氏には壬生川氏と名を改めさせた。
- 1573年（元亀3年） - 河野通吉が鷺森城に入り、壬生川氏や周布郡剣山城主の黒河氏とともに、新居郡氷見村（現在の西条市氷見）を攻める。
- 以降、周布郡剣山の黒河氏や新居郡の金子氏と勢力均衡。
- 1585年（天正13年） - 小早川氏の攻撃を受け、鷺森城落城。

近世
- 藩政期 - 松山藩に属する。
- 1635年 - 松山藩主・松平定行の命により地先海岸の干拓と築港、河川改修工事始まる。
- 1659年 - 築港工事完成、63町以上の新田が開発された。港は周桑平野の米の積出港として用いられた。港は積出港としてだけでなく、商港・漁港としても使用を許し、また奨励したため、物資の集散地として繁栄が始まる。

近代
- 1934年（昭和9年） - 明正レイヨン壬生川工場開設。以後、工業都市としての発展が始まる。
- 1948年（昭和23年） - 農林省の事業によって当町のほか楠河村の地域を含む燧灘沿岸の大規模な干拓が開始。
- 1950年（昭和25年） - 町内に昭和天皇の戦後巡幸。駅前に奉迎場を設けて昭和天皇を迎えた[1]。
- 1964年（昭和39年） - 東予新産業都市に指定され、臨海部の工場用地への工場立地が促進された。

### 村・町の沿革
- 1889年（明治22年）10月 - 町村制施行に伴い、桑村郡大新田（おおしんでん）村、壬生川（にゅうがわ）村、円海寺（えんかいじ）村、明理川（あかりがわ）村、喜多台（きただい）村が合併し、壬生川村が発足する。
- 1897年（明治30年）4月 - 桑村郡が周敷郡と合併し、周桑郡となる。
- 1901年（明治34年）6月14日 - 町制施行により、壬生川町となる。
- 1940年（昭和15年）10月1日 - 多賀村を編入する。
- 1955年（昭和30年）1月1日 - 壬生川町・吉井村・周布村・国安村・吉岡村が合併し、壬生川町となる。
- 1971年（昭和46年）1月1日 - 三芳町と合併し、東予町となり、壬生川町は自治体としては消滅した。

```
壬生川町の系譜
（町村制実施以前の村）　（明治期）　　　　　　　　　（昭和の合併）　　　　　　　　　　（平成の合併）
　　　　　　　　　　　　町村制施行時　　　

　　　　　　　　　　　　　　　明治34年　昭和15年　　昭和30年
大新田━━━━┓　　　　　　　6月14日　10月1日　　　1月1日
壬生川━━━━┫　　　　　　　町制施行　合併　　　　　合併　　　　　　　
円海寺━━━━╋━━壬生川村━壬生川町┳━┳━━━━壬生川町━┓
明理川━━━━┫　　　　　　　　　　　┃　┃　　　　　　　　　┃
喜多台━━━━┛　　　　　　　　　　　┃　┃　　　　　　　　　┃
三津屋━━━━┓　　　　　　　　　　　┃　┃　　　　　　　　　┃
　　　　　　　┣━━多賀村━━━━━━┛　┃　　　　　　　　　┃
北条　━━━━┛　　　　　　　　　　　　　┃　　　　　　　　　┃
　　　　　　　　　　吉井村━━━━━━━━┫　　　　　　　　　┃　　　　　　　　　
　　　　　　　　　　周布村━━━━━━━━┫　　　　　　　　　┃昭和46年1月1日　昭和47年10月1日
　　　　　　　　　　国安村━━━━━━━━┫　　　　　　　　　┃　合併　　　　　　市制施行
　　　　　　　　　　吉岡村━━━━━━━━┛　　　　　　　　　┣東予町━━━東予市━┓　　　　　　　　　　　
　　　　　　　　　　　　　　　　　　　　　　　　　　　　　　　┃　　　　　　　　　　┃
　　　　　　　　　　庄内村━━━━━━━━┓　　　　あ　　　　┃　　　　　　　　　　┃
　　　　　　　　　　三芳村━━━━━━━━╋━━━━三芳町━━┛　　　　　　　　　　┃
　　　　　　　　　　楠河村━━━━━━━━┛　　　　　　　　　　　　　　　　　　　　┃平成16年11月1日
　　　　　　　　　　　　　　　　　　　　　　　　　　　　　　　　　　　　　　　　　　┃　新設合併、
　　　　　　　　　　　　　　　　　　　　　　　　　　　　　　　　　　　　　　　　　　┃　新・西条市発足
　　　　　　　　　　　　　　　　　　　　　　　　　　　西条市━━━━━━━━━━━━╋━━西条市
　　　　　　　　　　　　　　　　　　　　　　　　　　　丹原町━━━━━━━━━━━━┫
　　　　　　　　　　　　　　　　　　　　　　　　　　　小松町━━━━━━━━━━━━┛

あ　昭和30年1月1日 庄内村・三芳村・楠河村が合併、町制施行し三芳町に
（注記）壬生川町以外の合併以前の系譜はそれぞれの市町村の記事を参照のこと。

```

## 教育

### 高等学校
- 愛媛県立壬生川工業高等学校（→東予工業高等学校→現・愛媛県立東予高等学校）

## 交通

### 鉄道路線
- 日本国有鉄道
  - 予讃本線：玉之江駅 - 壬生川駅

## 出身・関係人物
- 田口信教 - 水泳選手、オリンピック金メダリスト。東予市名誉市民。